# Rik Ceulemans
Rik Ceulemans (Hasselt, 14 september 1972) is een Belgische voormalige langeafstandsloper. Hij werd dertienvoudig Belgisch kampioen. Daarnaast behaalde hij op Belgische kampioenschappen ook nog eens viermaal een zilveren medaille.

## Loopbaan
Ceulemans debuteerde op de marathon in 1999 tijdens de marathon van Hamburg met een tijd van 2:17.00. Sindsdien sloot hij elk jaar af onder de 2:20.00.
In 2003 liep hij op de marathon van Amsterdam zijn persoonlijk record van 2:13.42. Hij finishte als twaalfde in deze wedstrijd, die werd gewonnen door de Keniaan William Kipsang in 2:06.39.
Rik Ceulemans was lid van Atletiekclub Lanaken, maar is overgestapt naar Atletiekclub De Demer. Hij werd getraind door Luc Rutten. In 1997 is hij getrouwd met Cindy Maes en hij woont nog steeds in Zonhoven, waar hij opgroeide.
Begin 2009 spande Ceulemans een rechtszaak aan tegen het BOIC en eiste een schadevergoeding van 75.000 euro. Reden daarvoor was, dat hij niet was geselecteerd voor de Olympische Zomerspelen 2008, alhoewel hij de limiettijd liep die het IOC opstelde. Het BOIC had echter een strengere limiettijd gesteld, waaraan hij niet had voldaan. Hoewel elke atleet in principe moet voldoen aan de prestatie-eisen van het Olympische Comité van zijn land, is Ceulemans van mening dat hij recht had op uitzending, nadat zijn landgenoot Tom Van Hooste, die de BOIC-limiet evenmin had gelopen maar desondanks was geselecteerd, zich had teruggetrokken. Ceulemans voelt zich nu bestolen, ook omdat er maar drie lopers waren die op de Spelen in Peking onder die limiettijd liepen; zijn marktwaarde zou hierdoor zijn gedaald. Hij verloor na drie jaar procederen deze rechtszaak.
In oktober 2009 nam Ceulemans afscheid van de atletieksport na winst in de wedstrijd Dwars door Hasselt. Een jaar later richtte hij het Punk Running Team op, waarmee hij andere atleten begeleidde in hun atletiekcarrière.

## Belgische kampioenschappen
| Onderdeel      | jaar                   |
| -------------- | ---------------------- |
| halve marathon | 2003, 2004, 2005, 2007 |
| marathon       | 2002, 2003, 2004, 2008 |
| veldlopen      | 2007                   |
| berglopen      | 2003, 2004, 2006, 2007 |

## Persoonlijke records
| Onderdeel      | Prestatie | Datum             | Plaats    |
| -------------- | --------- | ----------------- | --------- |
| 10.000 m       | 30.27,03  | 15 april 2006     | Antalya   |
| 20 km          | 1:01.48   | 28 mei 2007       | Brussel   |
| halve marathon | 1:02.07   | 19 september 2004 | Brussel   |
| marathon       | 2:13.42   | 19 oktober 2003   | Amsterdam |

## Prestaties

### 10.000 m
- 2006: 30e Europacup - 30.27,03

### 10 km
- 2005:  Knokke - 28.57
- 2004: 5e Zwitserloot Dak Run - 29.51

### 10 Eng. mijl
- 2000: 20e Tilburg Ten Miles - 51.00
- 2001: 23e Dam tot Damloop - 50.07
- 2003: 16e Dam tot Damloop - 49.27
- 2005:  Antwerp 10 Miles - 47.53
- 2006: 6e Antwerp 10 Miles - 48.26
- 2007: 16e Tilburg Ten Miles - 49.08

### 20 km
- 2005:  20 km van Brussel - 1:03.03
- 2006:  20 km van Brussel - 1:02.37
- 2006: 56e WK in Debrecen - 1:02.21
- 2007: 5e 20 km van Brussel - 1:01.48
- 2008: 4e 20 km van Brussel - 1:01.34
- 2009: 8e 20 km van Brussel - 1:03.52

### halve marathon
- 2001: 5e Goed, Beter Bestloop - 1:06.02
- 2001: 5e Stadtsloop in Maastricht - 1:06.04
- 2001: 16e Bredase Singelloop - 1:07.56
- 2002: 11e Goed Beter Best loop - 1:05.50
- 2002: 5e Groet uit Schoorl Run - 1:06.06
- 2002:  halve marathon van Drunen - 1:04.23
- 2002: 90e WK in Brussel - 1:08.16
- 2002: 19e halve marathon van Zwolle - 1:10.02
- 2003: 4e Goed Beter Best loop - 1:04.39
- 2003: 7e halve marathon van Ribarroja - 1:06.39
- 2003:  BK AC in Sint Truiden - 1:05.40
- 2003: 39e WK in Vilamoura - 1:04.50
- 2004:  Marquettelooop - 1:07.34
- 2004: 6e halve marathon van Zwolle - 1:04.51
- 2004:  BK AC in Luik - 1:05.41
- 2004:  halve marathon van Brussel - 1:02.07
- 2004: 9e Route du Vin - 1:04.09
- 2005:  Goed Beter Best-Loop - 1:04.00
- 2005:  Marathon van Utrecht - 1:04.15
- 2005:  BK AC in Sint-Truiden - 1:05.54
- 2006:  halve marathon van Ötztal - 1:08.29
- 2007: 4e Groet uit Schoorl Run - 1:06.23
- 2007: 5e Fortis Marathon Utrecht - 1:06.34
- 2007: 15e halve marathon van Praag - 1:08.20
- 2007:  BK AC in Tongeren - 1:06.58
- 2007: 9e halve marathon van Göteborg - 1:07.16
- 2008:  halve marathon van Weert - 1:06.10
- 2008:  halve marathon van Ein Gedi - 1:05.59
- 2008: 12e halve marathon van Göteborg - 1:06.19
- 2008: 10e halve marathon van Virginia Beach - 1:06.55
- 2009:  halve marathon van Seattle - 1:06.01

### 30 km
- 2008:  Groet uit Schoorl Run - 1:37.24
- 2009:  Groet uit Schoorl Run - 1:37.25

### marathon
- 1999: 14e marathon van Hamburg - 2:17.00
- 1999: 5e marathon van Keulen - 2:17.30
- 2000: 19e marathon van Rome - 2:16.50
- 2000: 16e marathon van Frankfurt - 2:18.34
- 2001: 11e marathon van Amsterdam - 2:17.19
- 2002: 10e marathon van Seoel - 2:18.11
- 2002:  marathon van Gent - 2:20.07
- 2002: 11e marathon van Singapore - 2:27.00
- 2003:  Nacht van Vlaanderen in Torhout - 2:18.56
- 2003: 12e marathon van Amsterdam - 2:13.42
- 2003:  marathon van Bangkok - 2:24.34
- 2004: 10e marathon van Padova - 2:21.50
- 2004: 7e marathon van Brussel - 2:17.22
- 2004: 9e marathon van Sacramento - 2:18.41
- 2005:  marathon van Taipei - 2:24.39
- 2005: 8e marathon van Praag - 2:20.40
- 2005: 22e marathon van Eindhoven - 2:21.25
- 2005: 4e marathon van Brussel - 2:17.14
- 2006: 6e marathon van Bonn - 2:20.03
- 2006:  marathon van Brussel - 2:16.39
- 2006:  Kust marathon (Oostende) - 2:14.15
- 2006: 6e marathon van Bonn - 2:20.03
- 2006: 6e marathon van Bangkok (Thailand) - 2:31.08
- 2007:  marathon van Antwerpen - 2:16.56
- 2007:  Guldensporen marathon in Brugge - 2:20.14
- 2007:  marathon van Negril (Jamaica) - 2:31.43
- 2008:  marathon van Green Bay (Taipei) - 2:18.14
- 2008:  marathon van Antwerpen - 2:19.21
- 2008:  marathon van Tongeren (BK) - 2:23.43
- 2008:  marathon van Omsk (Rusland) - 2:18.13
- 2008: 4e marathon van Montreal (Canada) - 2:21.56
- 2008:  marathon van Brussel - 2:19.29
- 2008: 7e marathon van Hangzhou - 2:20.46
- 2009: 12e marathon van Tempe - 2:22.50
- 2009:  marathon van Sliema (Malta) - 2:25.59
- 2009:  marathon van Antwerpen - 2:17.36
- 2009:  marathon van Riga - 2:20.08
- 2009: 6e Jungfrau Marathon - 3:07.56,4
- 2009:  marathon van Brussel - 2:17.36

### veldlopen
- 2002: 25e Warandeloop - 32.21
- 2004: 9e Sylvestercross - 34.38
- 2005: 12e Sylvestercross - 34.47
- 2007:  BK in Oostende (10,38 km) - 28.57